# Sohl (Hückeswagen)
Sohl ist eine Hofschaft in Hückeswagen im Oberbergischen Kreis im Regierungsbezirk Köln in Nordrhein-Westfalen (Deutschland).

## Lage und Beschreibung
Sohl liegt im südlichen Hückeswagen und ist über eine Verbindungsstraße erreichbar, die von der Kreisstraße 5 zwischen Grünestraße  und Altenholte abzweigt, bis zum Hückeswagener Zentrum führt und auch Knefelsberg und Hambüchen anbindet. Nachbarorte sind Altenholte, Grünestraße, Knefelsberg, Großenscheidt, Kleinenscheidt, und Posthäuschen.
Die Hofschaft liegt am Rande des Industriegebiets Kobeshofen am Sohlbach.

## Geschichte
1596 wurde der Ort das erste Mal urkundlich erwähnt. Ein Gortz uffen Sohl ist in einer Sammlungsliste „Was ein jeder den Armen so zu Lennepe durch den Brand beschedigt worden gegeben“ aufgeführt. Schreibweise der Erstnennung: uffen Sohl.
Im 18. Jahrhundert gehörte der Ort zum bergischen Amt Bornefeld-Hückeswagen. 1815/16 lebten neun Einwohner im Ort. 1832 gehörte Sohl der Großen Honschaft an, die ein Teil der Hückeswagener Außenbürgerschaft innerhalb der Bürgermeisterei Hückeswagen war. Der laut der Statistik und Topographie des Regierungsbezirks Düsseldorf als Weiler kategorisierte Ort besaß zu dieser Zeit ein Wohnhaus und ein landwirtschaftliches Gebäude. Zu dieser Zeit lebten 14 Einwohner im Ort, allesamt evangelischen Glaubens.
Im Gemeindelexikon für die Provinz Rheinland werden für 1885 ein Wohnhaus mit acht Einwohnern angegeben. Der Ort gehörte zu dieser Zeit zur Landgemeinde Neuhückeswagen innerhalb des Kreises Lennep. 1895 besitzt der Ort ein Wohnhaus mit fünf Einwohnern, 1905 ein Wohnhaus und sechs Einwohner.

## Wander- und Radwege
Folgende Wanderwege führen durch den Ort:
- Der Ortswanderweg ━ von Purd zur Wiebach-Vorsperre
- Der Ortswanderweg □ von der Wermelskirchener Knochenmühle zur Bevertalsperre

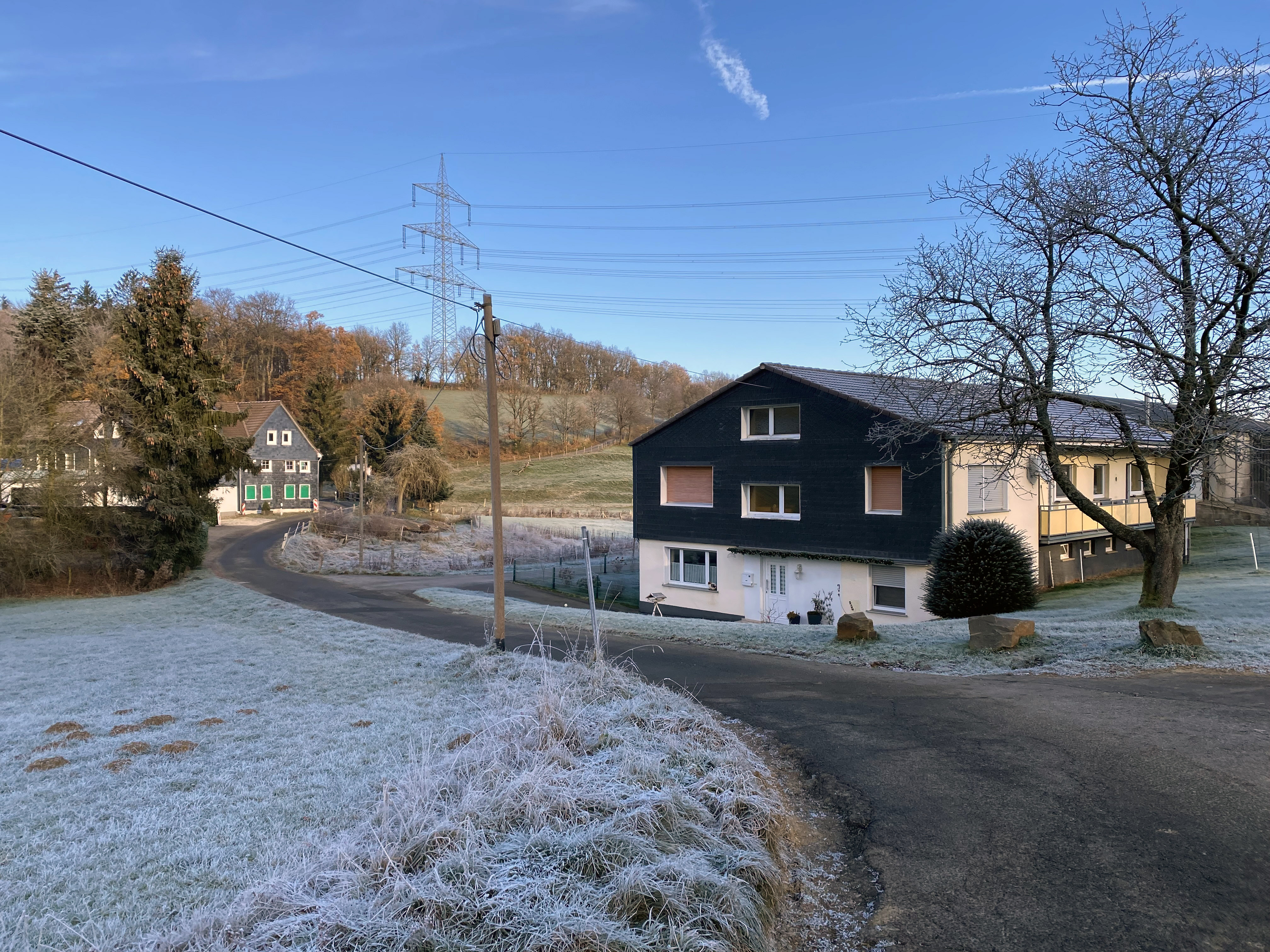
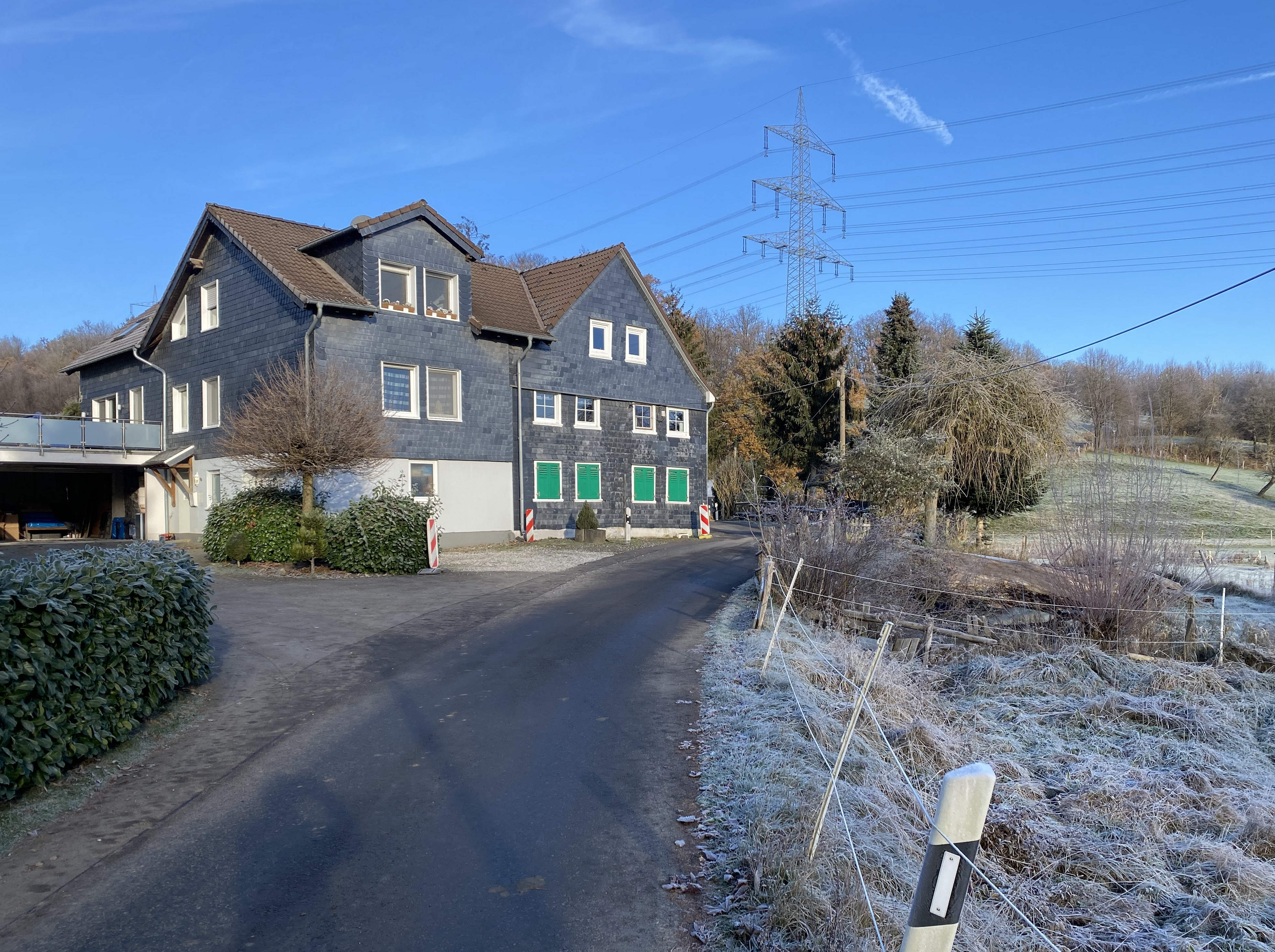
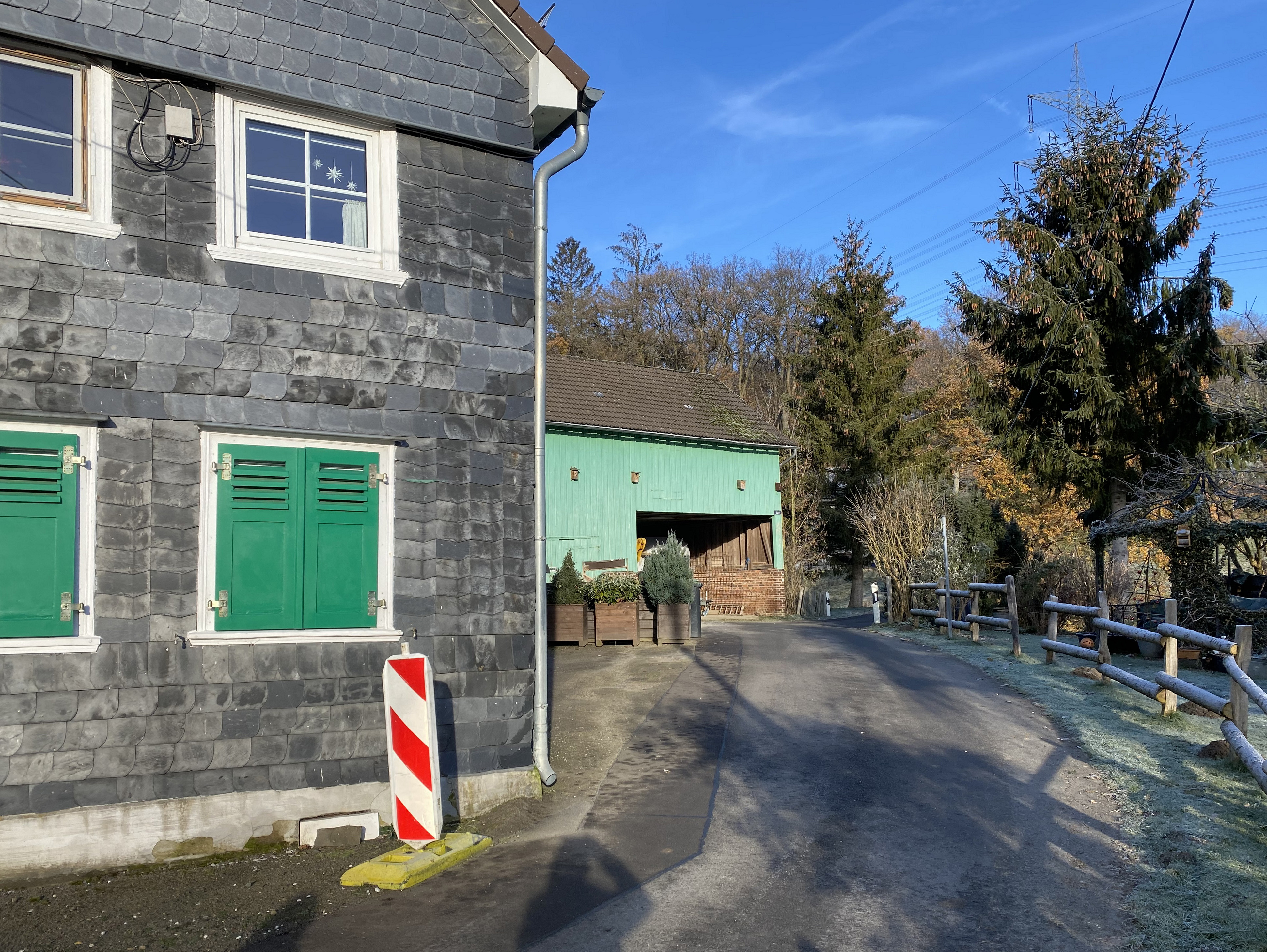
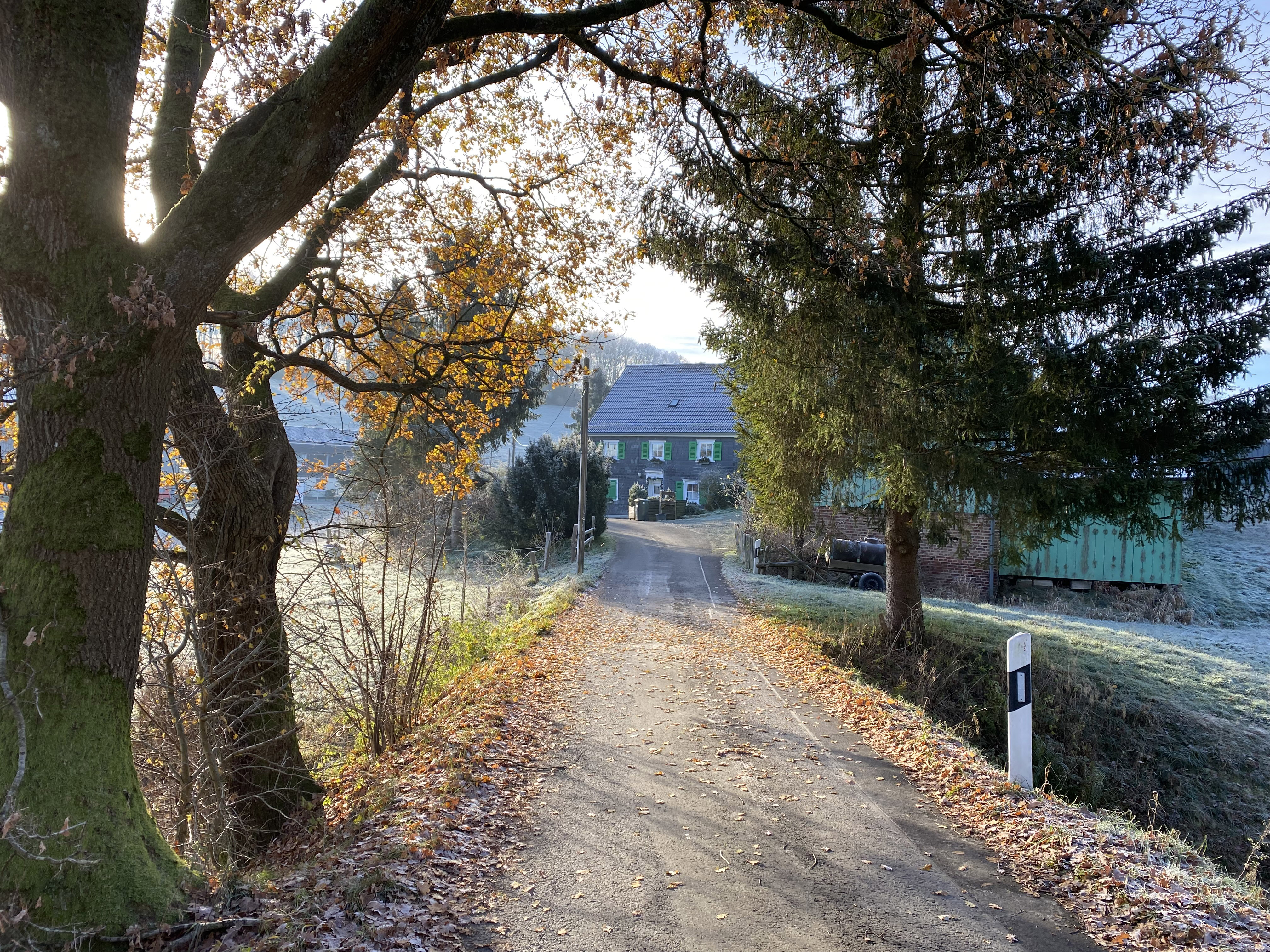